# Машинознавство
Машинозна́вство (рос. машиноведение, англ. engineering science, theoretical engineering, нім. Maschinenkunde f) — галузь науки і техніки, яка розв'язує проблеми проектування, розрахунків, методів і засобів експериментального визначення напружено-деформованого стану, випробування, виготовлення, експлуатації та ремонту деталей, вузлів, окремих механізмів і машин загалом, створення раціональних конструкцій, підвищення працездатності, надійності та довговічності деталей і вузлів машин, розроблення нових і вдосконалення наявних технічних і конструкторських рішень, які забезпечують підвищення якості та ефективності роботи, незалежно від галузі техніки та призначення машин.

## Основні розділи машинознавства
- Теорія машин і механізмів
- Матеріалознавство
- Динаміка та міцність машин
- Теорія тертя і зношування
- Надійність та довговічність машин
- Технологія машинобудування
- Теорія автоматичного керування машинами

## Напрямки досліджень
- Загальні проблеми машинознавства. Принципи створення машин, методи розрахунків і конструювання деталей і вузлів машин, системний аналіз конструкцій та узагальнення інженерного досвіду проектування машин, шляхи підвищення питомих показників машин, удосконалення наявних конструкцій з метою підвищення коефіцієнта корисної дії та зменшення маси машин.
- Прикладні проблеми машинознавства. Структурний, кінематичний і динамічний аналіз схем механізмів і машин. Працездатність, надійність і довговічність механізмів і машин. Розвиток теорії та методів оптимального синтезу механізмів і машинних агрегатів за заданими умовами роботи. Теорія машин-автоматів. Дослідження кінематики і динаміки механізмів і машин, та ступеня навантаженості їх елементів з метою визначення напружень та деформацій.
- Розрахунок, проектування та випробування машин. Вплив матеріалів, технології оброблення та умов експлуатації на працездатність, надійність, довговічність машин і механізмів. Випробування та діагностування машин та їх систем, агрегатів, вузлів і окремих деталей. Методи і засоби діагностування машин. Методи й засоби захисту машин від перевантаження.

### Академічні дослідження
Проблемами машинознавства займаються у Інституті проблем машинобудування НАН України, Інституті механіки НАН України, Національному технічному університеті України «Київський політехнічний інститут», Тернопільському національному технічному університеті імені Івана Пулюя, Кіровоградському національному технічному університеті «кафедра сільськогосподарського машинобудування» (www.kntu.kr.ua) та інших наукових установах.